# Xã Pleasant Gap, Quận Bates, Missouri
Xã Pleasant Gap (tiếng Anh: Pleasant Gap Township) là một xã thuộc quận Bates, tiểu bang Missouri, Hoa Kỳ. Năm 2010, dân số của xã này là 232 người.